# Super Junior-M
Super Junior-M, de asemenea stilizat ca SJ-M, este o subunitate chineză a grupului de băieți sud-coreean Super Junior. Subunitatea este primul grup internațional de muzică din industria muzicală chineză care are membri atât descendenți chinezi cât și coreeni . 
Format în 2008 de SM Entertainment din Coreea de Sud, Super Junior-M a devenit cel de-al treilea și cel mai de succes subgrup grupat din formația coreeană Super Junior . Subunitatea a fost formată inițial din liderii Han Geng, Donghae, Siwon, Ryeowook, Kyuhyun și doi membri suplimentari care apar exclusiv subgrupului, Zhou Mi și Henry .  În decembrie 2009, Han Geng a intentat o acțiune împotriva SM Entertainment și a decis să părăsească grupul principal și subunitatea, rezultând în desființarea temporară a subunității. 
După un hiatus de un an, Super Junior-M a revenit alături de membrii Super Junior Eunhyuk și Sungmin . Au lansat cel de-al doilea mini album al lui Super Junior-M Perfection în februarie 2011. După plecarea lui Han Geng, grupul îl consideră pe Sungmin drept noul "lider",  fiind cel mai vechi membru al echipei.  Cu toate acestea, SM Entertainment nu a publicat nicio declarație despre alegerea unui nou lider de grup. 
Pe 30 aprilie 2018, Label SJ a lansat o declarație prin care anunța plecarea lui Henry din grup, lăsându-l doar pe Zhou Mi ca singurul membru chinez. 